# Serra de Vielles
La Serra de Vielles és una serra a cavall dels municipis de la Cellera de Ter, de Susqueda i d'Osor a la comarca de la Selva, amb una elevació màxima de 927 metres.